# Mezzettiopsis
Mezzettiopsis là chi thực vật có hoa trong họ Annonaceae.